# غايكان (بربرود الشرقي)
غایکان (بالفارسية: گایکان) هي قرية تقع في إيران في قسم بربرود الشرقي الریفي. يقدر عدد سكانها بـ 898 نسمة بحسب إحصاء 2016.